# بارنبورشتل
بارنبورشتل (به آلمانی: Bahrenborstel) یک شهر در آلمان است که در دیفولتس واقع شده‌است. بارنبورشتل ۱٬۲۶۲ نفر جمعیت دارد.